# EX-Girl
 (août 2023).

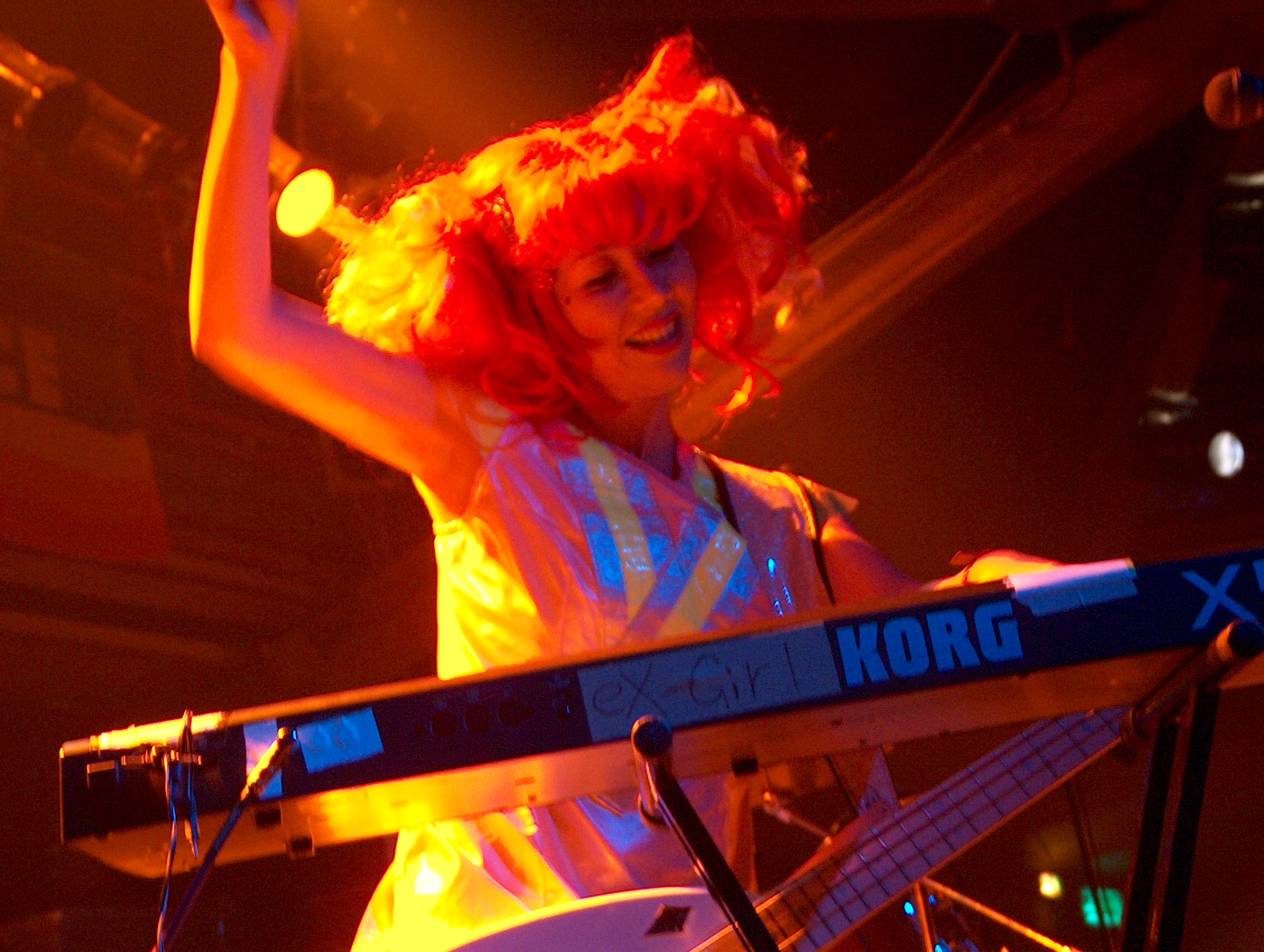
La bassiste du groupe eX-Girl, lors d'un concert à Florence en 2003.

Les eX-Girl est un trio féminin japonais de noise rock. La formation du groupe se compose actuellement de Kirilola (basse, chant), Hiromi (batterie, chant) et Yuka (guitare, chant).

## Aperçu
Elles prétendent être originaires de la planète Kero Kero. Elles sont décrites comme psychédéliques, space rock, jazz fusion, alternances d'harmonies vocales déchiquetées, Sugary Synthesiser Pop, punk, prog, épique/atmosphérique, noise-rock, trois voix à cappella vacillantes, voix lyrique borderline, souvent dans l'espace d'une chanson unique. Les performances en direct sont connues pour inclure des costumes faits maison, des danses de robots synchronisées et des objets liés aux grenouilles. Les supporters enthousiastes incluent Mike Patton et Jello Biafra :

« eX-Girl are a beautiful example of information overload. Jagged 3 part vocal harmonies, adventurous arrangements, and songs that hook you like the sucker that you are. Take all of these treats, wrap it in an ultra-bright technicolor live show with surreal homemade costumes, and you've got the sensation of being strapped in on an out-of-control carnival ride that will leave you standing in line waiting for another turn. »

— Mike Patton
Les eX-Girl ont été fondées en 1997. Ses membres originaux étaient Chihiro, Kirilo et Fuzuki. Indépendamment de l'expérience musicale inexistante des membres, leur carrière a démarré rapidement lorsqu'elles ont commencé à tourner et à sortir leur premier album moins d'un an après la création du groupe, le tout en toute sécurité sous les ailes du célèbre producteur/claviériste Hoppy Kamiyama.
En 1999, le groupe s'est produit à l'événement Japan Nite au SXSW à Austin, au Texas. À cette époque, Virgin Mega Store et Tower Records ont remarqué les eX-Girl et ont participé à la commercialisation du nouvel album Kero! Kero ! Kero !.
L'album a cappella Big When Far, Small When Close est sorti en 2000 via le propre label de Kirilo, Kikipoo Records. Au même moment, les eX-Girl ont sorti leur précédent album en Europe, ce qui a amené le groupe à faire une première tournée sur le continent. En juillet, elles partent en tournée avec Fantômas, avec l'aide de Mike Patton (Faith No More). Le groupe s'est produit en Finlande d'octobre à novembre.
Le groupe est retourné en Europe en 2001, jouant lors de grands événements tels que le Festival de Roskilde au Danemark. À la fin de l'année, elles ont eu leur tout premier changement de formation lorsque Chihiro a démissionné et que Keiko (de Super Junky Monkey ) a pris la place de guitariste d'eX-Girl. Avant le changement cependant, les membres originaux avaient un projet nommé PUNK LADY, où elles reprenaient les plus grands succès de Pink Lady. les eX-Girl, avec la nouvelle formation, ont de nouveau tourné en Finlande en 2002, avant d'avoir la chance de soutenir Siouxsie and the Banshees lors de ses tournées aux États-Unis et au Royaume-Uni. Cela a eu un effet positif sur leur popularité.
La formation du groupe a continué à changer. La batteuse Fuzuki a quitté eX-Girl en 2003, remplacée par Chapple. Kirilo a changé son nom en Kirilola et Keiko a changé le sien en Keikos. Le label américain Alternative Tentacles a sorti l'album suivant Endangered Species, sur lequel le groupe a recruté une autre guitariste nommé Zorek, mais uniquement en tournée. L'album a été complété par la guitare de Keiko. Lorsque Keiko est revenue, la batteuse a de nouveau changé. Malgré les changements, le groupe a continué à tourner aux États-Unis, mais le temps a inévitablement apporté d'autres changements. Au début de l'année 2006, Kirilola avait changé son rôle de bassiste à celui de guitariste, et la nouvelle membre Laan Zukioh était la nouvelle bassiste. Plus tard dans l'été, Bonb-Chu a été trouvée pour remplir le poste de batteur. Avec cette nouvelle formation, le groupe entamait sa nouvelle tournée mondiale en octobre 2006.
À l'été 2007, le groupe s'est envolé pour l'Europe du Nord et a donné sept représentations en l'espace de deux mois. Peu de temps après cette dernière tournée, le groupe a annoncé qu'il ferait une pause indéfinie. Le groupe est devenu inactif en 2007. En 2018, Kirilola a annoncé sur leur site Web qu'elle avait reformé le groupe après son retour de l'ascension du mont Hakusan pour découvrir qu'un label américain, Secret Records, voulait réimprimer Kero Kero Kero sur vinyle, ce qui a inspiré Kirilola a rechercher deux nouveaux membres et à annoncer le premier spectacle de reformation du groupe depuis 11 ans, à la salle de concert Rock Joint GB - RJGB à Kichijoji, à Tokyo le 18 octobre 2018.
La seule membre restante du groupe original, Kirilola, a monté plusieurs projets musicaux dont certains en cours. L'artiste a participé aux projets artistiques de Kamiyama en chantant, jouant et dansant, et en 2004, elle a sorti une musique de guérison spirituelle sous le nom de projet Akasau. Cet album a été enregistré avec plusieurs musiciennes, la principale étant Renge, qui joue des cloches traditionnelles japonaises. En 2009, Kirilola a présenté ses performances solo "Nuriemaki", avec des costumes basés sur des kimonos et des tenues folkloriques et accompagnés d'instruments traditionnels japonais.
En mars 2019, les eX-Girl se sont produites au SXSW à Austin, au Texas,.

## Membres du groupe

### Composition actuelle
- Kirilo/Kirilola - Bassiste, claviériste de synthétiseur, chanteuse et co-auteure de tout les textes avec le manager/producteur du groupe Hoppy Kamiyama. Seule membre originale restante, elle a tendance à être la figure de proue du groupe et propose la plupart des conceptions de leurs costumes.
- Keiko/Keikos - Guitariste et chanteuse. Son entrée dans le groupe a apporté une guitare plus charnue et un son de guitare plus agressif, probablement en raison de son passage dans Super Junky Monkey. A remplacé Chihiro, est partie, puis est revenue au sein du groupe.
- Yoko - Batterie et chant. La dernière venue dans le groupe eX-Girl, remplaçant Chapple.

### Membres précédentes
- Chapple - Ancienne batteuse et chanteuse, elle a remplacé Fuzuki et est partie en 2005. Sa difficulté avec la langue anglaise ne l'a pas empêchée de faire résonner son charisme avec son jeu de batterie impeccable et sa tendance à s'abstenir rarement de sourire.
- Zorek - Ancienne guitariste et chanteuse. A remplacé Keikos par la suite. A quitté le groupe lorsque Keikos est revenue. La guitariste au jeu le plus complexe du groupe.
- Fuzuki - Ancienne batteuse et chanteuse. Elle est la batteuse d'origine d'eX-Girl, elle avait un son grave en raison de la configuration de son kit de batterie. Quand derrière un kit traditionnel, elle savait ceinturer le tom basse avec sa baguette.
- Chihiro - Ancienne guitariste et chanteuse. La guitariste d'origine qui n'avait pas peur d'expérimenter malgré son expérience limitée avec l'instrument.

## Discographie

### Albums
- Heppoco Pou (1998)
- Kero! Kero! Kero! (1999)
- Big When Far, Small When Close (en)  (2000)
- Back to the Mono Kero (en) (2001)
- Endangered Species (en) (2004)

### Le best of
- Revenge of Kero Kero (2000)

### Singles/EP
- Disco 3000 (2000), vinyle de 12 pouces, sorti aux États-Unis uniquement.
- Pop Muzik (2001), une reprise de la chanson de 1979 de M (en).
- Luna Rose (2002).

### Autres travaux
- The Legend of the Waterbreakers (1999), Kiki Poo Records - un film de Naoko Nozawa, avec eX-Girl, produit par Hoppy Kamiyama